# Cia. Antropofágica
A Cia. Antropofágica (Abaporu) é um grupo de teatro brasileiro, sediado em São Paulo, que surgiu em abril de 2002. Sua proposta é declaradamente a incorporação da antropofagia como princípio criador de todo o processo artístico e social. Marcando o início de sua pesquisa, partiu da necessidade de explorar o universo dramático numa perspectiva antropofágica, realizando, a partir de textos de Oswald de Andrade e Mário de Andrade e músicas de Heitor Villa-Lobos, o espetáculo Macunaíma no País do Rei da Vela.

## História
Em 2003, deu origem à linguagem denominada Teatro da Deformação que culminou na criação no espetáculo A Tragédia de João e Maria, uma versão adulta do conto dos irmãos Grimm com músicas de Arnold Schoenberg. Em 2004 inaugurou sua sede, o Espaço Cultural Pindorama, onde ampliou sua pesquisa, iniciou a Oficina do Ator Antropofágico, que abre ao público os princípios do processo sócio-artístico norteador do trabalho do grupo, e formou uma estrutura tribal que acompanhou todos os projetos realizados posteriormente. Neste mesmo ano, a partir de um estudo sobre a tragédia e sobre a obra Vigiar e Punir de Michel Foucault estreou o espetáculo Prometeu: Estudo Nº 1. 
Em 2005, já sem a sede em virtude da falta de recursos, deu continuidade aos ensaios e à Oficina do Ator Antropofágico no Espaço Cultural Tendal da Lapa, apresentou seu repertório no Festival de Curitiba, realizou temporadas a preços populares e iniciou uma pesquisa com o foco na antropologia e antropofagia ritual do Brasil do séc. XVI tendo como base dramatúrgica o texto do alemão Hans Staden. 
Em 2006, após temporada de Prometeu: Estudo Nº 1.1, iniciou a pesquisa do espetáculo Os Náufragos da Rua Constança: homo capitas no sapiens, estreando em maio de 2007, após nove meses de pesquisa e criação no universo surrealista de Luis Buñuel. Em novembro de 2007 foi inaugurado o Espaço Pyndorama, nova sede do grupo, instaurando nova fase de estruturação na pesquisa e criação do grupo e de todos os seus parceiros. Em seguida, deu-se início a uma pesquisa sobre a história do Brasil, com a trilogia Terror e Miséria no Novo Mundo, dividida entre os períodos Colônia, Império e República. Em meio de tudo isso, até hoje a companhia continua realizando oficinas nos espaços Pyndorama e Tendal da Lapa, e tem um projeto de formação de atores (Núcleo PY) que levantou quatro espetáculos.

## Espetáculos
- 2002: Macunaíma no País do Rei da Vela
- 2003: A Trajédia de João e Maria: Teatro da Deformação
- 2004: Prometeu: Estudo Nº 1.1
- 2005: Hans Staden: um viajante do séc. XVI
- 2006: Os Náufragos da Rua Constança: homo capitas no sapiens
- 2007: Panorama do Fascismo [Núcleo PY]
- 2008: Mas Afinal, o Que é Liberdade? [Núcleo PY]
- 2009: Zumbi or not Zumby [Núcleo PY]
- 2009: Terror e Miséria no Novo Mundo Parte I: Estação Paraíso (contemplado pela Lei de Fomento ao teatro da cidade São Paulo.)
- 2011: Entre a Coroa e O Vampiro - Terror e Miséria no Novo Mundo Parte II - O Império (contemplado pela Lei de Fomento ao teatro da cidade São Paulo.)
- 2012: Via Crucys à Brazyleira [Núcleo PY]
- 2012: Terror e Miséria no Novo Mundo Parte III - Autópsia da República (contemplado pela Lei de Fomento ao teatro da cidade São Paulo.)

## Núcleos orgânicos
Os núcleos orgânicos que formam a Cia. Antropofágica são: 

- Núcleo Artístico
- Núcleo de Música
- Núcleo PY
- Oficina do Ator Antropofágico